# Vorrströmstjärnarna (Vännäs socken, Västerbotten, 708666-168741)
Vorrströmstjärnarna är en sjö i Vännäs kommun i Västerbotten och ingår i Umeälvens huvudavrinningsområde.